# (99971) 1981 DF3
(99971) 1981 DF3 es un asteroide perteneciente al cinturón de asteroides descubierto por Schelte John Bus el día 28 de febrero de 1981 desde el Observatorio de Siding Spring.

## Desginación y nombre
Designado provisionalmente como 1981 DF3.

## Características orbitales
1981 DF3 está situado a una distancia media de 2,796 ua, pudiendo alejarse un máximo de 3,516 ua y acercarse un máximo de 2,077 ua. Su excentricidad es de 0,257. 

## Características físicas
Este asteroide tiene una magnitud absoluta de 15,2. 